# Kollektivizálás Magyarországon
Magyarországon a kollektivizálás a második világháború után – szovjet mintára – több hullámban folyt le; a nagybirtokrendszer felszámolását és a mezőgazdasági termelésnek mezőgazdasági termelőszövetkezetek és termelőszövetkezeti csoportok, (a közbeszédben tsz-ek illetve tszcs-k), illetve állami tulajdonú gazdálkodó szervezetek, állami gazdaságok keretében való újjászervezését célozta.

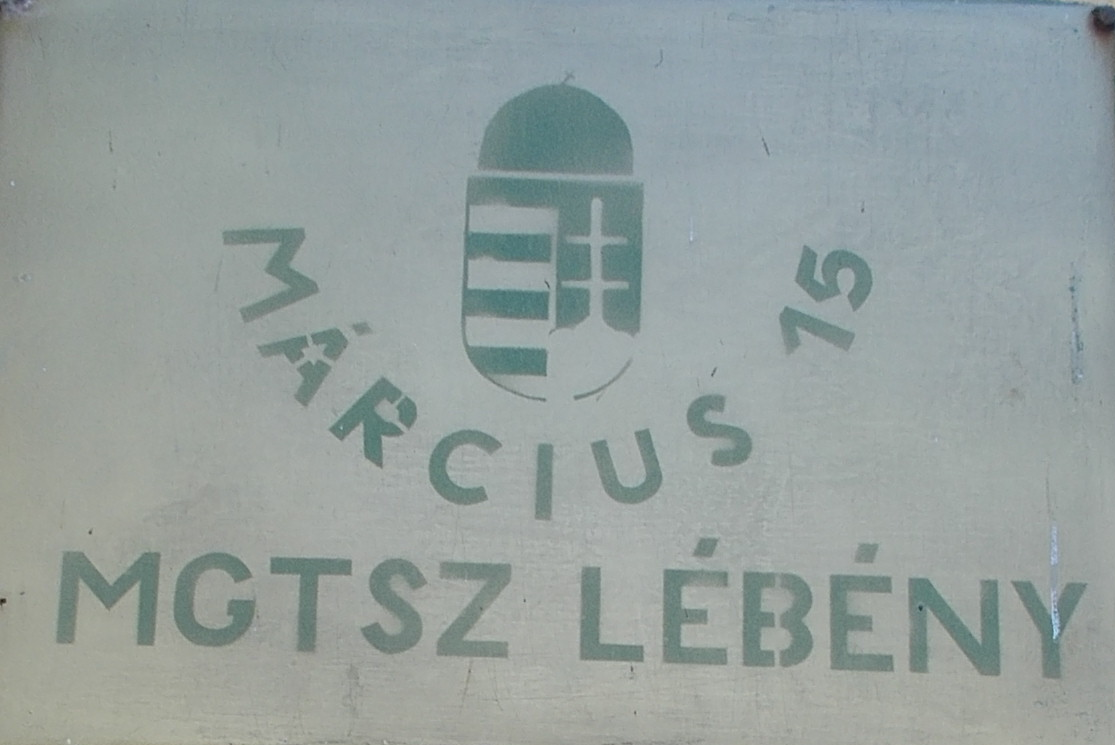

## Fogalma
A kollektivizálás eredeti értelmében a közösségi tulajdonba vételre vonatkozik, azonban Magyarországon a mezőgazdaság szocialista átszervezését, a paraszti magángazdaságok erőszakos felszámolását és területükből mezőgazdasági nagyüzemek (termelőszövetkezet) kialakítását jelenti. A kollektivizálás az egész országra kiterjedően 1948 után indult meg. Adminisztratív, kényszerítő eszközökkel (adminisztratív módszerek) vették rá a parasztokat arra, hogy adják be a földjüket a szövetkezetbe. A kollektivizálás 1948–1961 között a két nagyobb szakaszban zajlott le, amelynek során az ország területének 93%-a került állami vagy szövetkezeti tulajdonba. Jogilag a föld korábbi tulajdonosáé maradt 1967-ig; ekkor az 1967. évi IV. törvény értelmében szövetkezeti tulajdonba került. 
A kollektivizálás és az irreálisan magas közterhek nyomása miatt a parasztság tömegesen menekült el a mezőgazdaságból: kb. 300 ezren hagyták el hagyományos életkereteiket, és más területen kerestek megélhetést. Ennek következtében csak 1953-ban mintegy 1 millió hold termőföld maradt parlagon.

## A mezőgazdasági termelőszövetkezetek
A termelőszövetkezet (rövidítve: TSZ, kimondva: téesz) egyfajta szövetkezet, kistermelők „önkéntes társulása”. Mezőgazdasági kistermelők esetében mezőgazdasági termelőszövetkezetről (MGTSZ) beszélünk. A mezőgazdasági termelőszövetkezetek mellett léteztek kisipari termelőszövetkezetek (KTSZ) és ipari szövetkezetek (ISZ) is. Működtek nem termelő, hanem kereskedelmi, fogyasztási szövetkezetek, úgynevezett ÁFÉSZ-ek is.

## Fajtái
- Az első termelőszövetkezeti csoportban (tszcs) a tagok a legfontosabb talaj-előkészítési munkákat együttesen, egyéni munkával, közös táblán, vetésforgóval végezték el.
- A második fajta fejlettebb, de a legkevésbé népszerű típusú termelőszövetkezetben az egyéni munkával, de közösségben, táblásan megművelt föld terményeit átlag szerint osztották el maguk között.
- A harmadik típus a tulajdonképpeni termelőszövetkezet, olyan szocialista szövetkezeti forma, amelyben a beadott javaktól függetlenül, a közösen végzett munka arányában (munkaegység) részesültek jövedelemben a tagok.

## Története

### Szövetkezetesítés Magyarországon 1945 után
Magyarországon három hullámban zajlott a mezőgazdasági szektor kollektivizálása, azaz az állami irányítású szövetkezetesítés:
- 1949–1953
- 1955–1956
- 1959–1961

A mezőgazdasági termelésben dolgozó munkásréteg, azaz a parasztság közben kétszer tudott rövid időre (1954–1955 között, majd 1957–1958 között) visszatérni az önálló, egyéni gazdálkodáshoz.
Magánszövetkezetek korábban is léteztek, mint például az értékesítési célú Hangya Szövetkezet, azonban a mezőgazdasági termelés ekkoriban még alapvetően nagybirtokokon folyt. Az 1945-ben megkezdődő földosztással sokan jutottak kis földterülethez.
1948-ban a kommunisták szovjet segítséggel átvették a hatalmat, de céljuk nem a hasznos szövetkezeti működési forma népszerűsítése és elterjesztése volt, hanem a magángazdálkodás politikai okokból történő felszámolása, a vidéki agrárnépesség szoros állami ellenőrzése, gazdasági szempontból pedig az iparosodás szolgálata: a tőke elvonása a mezőgazdaságból és átcsoportosítása az iparba, valamint az újonnan kiépülő nehéziparhoz szükséges munkaerő biztosítása a falusi népességfelesleg városokba vonzásával.
A Rákosi Mátyás vezette Magyar Dolgozók Pártja (MDP) szovjet mintára képzelte el a modernizációként beállított kolhozrendszer létrehozását. Először erőszakos módszerekkel folyt a kollektivizálás, ami ellenállást váltott ki az emberekből. A téesztagokat megfosztották magántulajdonuktól, a parasztok nem voltak motiválva, nem volt munkájuknak tényleges, kiszámítható haszna. A mezőgazdasági kibocsátás visszaesett, de a kommunisták szabotázsra fogták a dolgot, és megkezdődött az ellenállók, az ún. kulákok üldözése. Nagy Imre miniszterelnöksége alatt felhagytak a kényszer-kollektivizálással, de 1955–56-ban folytatták, ami az 1956-os forradalom egyik oka lett.
A levert 1956-os forradalom után Kádár János által indított harmadik hullám már nem folyamodott erőszakhoz, mégis ez lett a legsikeresebb. Az állam több gépet biztosított a gazdálkodáshoz, a téesztagok pedig kedvezményeket kaptak, például kiterjesztették a társadalombiztosítást a téeszekben dolgozókra.
Az új gazdasági mechanizmus (1968) bevezetéséig kellett várni a kis háztáji magángazdaságok (mezőgazdasági kistermelők) engedélyezésére. A termelőszövetkezetek ezután ipari melléküzemágakat is létrehozhattak.
A téeszesítés eredményeként a hagyományos paraszti társadalom és életforma eltűnt. Tíz év alatt megközelítőleg 1 millió ember költözött a városokba. Ezen urbanizáció folyományaként az egykori vidéki parasztság (agrárproletariátus) jelentős része ezáltal a városi iparban, többnyire gyárakban dolgozó munkásréteg létszámát gyarapította. Kulturális sokk érte a társadalmat. A kollektivizáltak sérelmeiről hallgatni kellett, a konfliktusok elfojtása miatt megnőtt az öngyilkosságok száma, egyes vidékeken felütötte a fejét az alkoholizmus. A falusi utcakép meghatározó eleme lett a Kádár-kocka.

## A termelőszövetkezet vezetési módszere

### A közgyűlés
A közgyűlés a tsz legfőbb testületi szerve, mely a tagok összességéből állt. A testületi szabályok szerint a tsz minden tagja érvényesíthette tulajdonosi jogát, és részt vehetett a közös gazdaság irányításában. Ez az elv a gyakorlatban csak csekély mértékben érvényesült.

### A termelőszövetkezet vezetősége
A vezetőség a tsz általános hatáskörű testületi szerve, amelyet a közgyűlés a tagjai közül titkos szavazással négy évre választott meg, melynek létszáma 10–25 fő volt.

### A termelőszövetkezeti bizottságok
A téeszek vezetésében fontos szerepet töltöttek be a különböző bizottságok. Feladatuk az akkori szövetkezeti demokrácia kialakítása és a korszakbeli felfogás szerinti demokratikus önkormányzat megvalósítása.

### A termelőszövetkezet dolgozói
A tsz-ek dolgozói kezdetben a saját földjüket a tsz közös tulajdonába beadó, a tsz-be belépett személyek voltak.

### Vagyonegyesítés, tulajdoni bejegyzés, kárpótlás
Az első szabadon választott parlament 1992-ben megalkotta az úgynevezett szövetkezeti átalakulási törvényt. Ebben a jogszabály azt írta elő, hogy a termelőszövetkezetek nem csak a nyugdíjas és dolgozó tagjainak köteles juttatni az évtizedek során felhalmozott vagyonból, hanem mindazoknak, akik valamikor legalább öt esztendeig dolgoztak a közös gazdaságban.